# Hésione
Hésione (título original en francés; en español, Hesíone) es una ópera con forma de tragédie en musique en un prólogo y cinco actos, con música de André Campra y libreto en francés de Antoine Danchet, basado en el mito griego de Hesíone y Laomedonte. Se estrenó en la Académie royale de musique el 21 de diciembre de 1700, con gran éxito. 

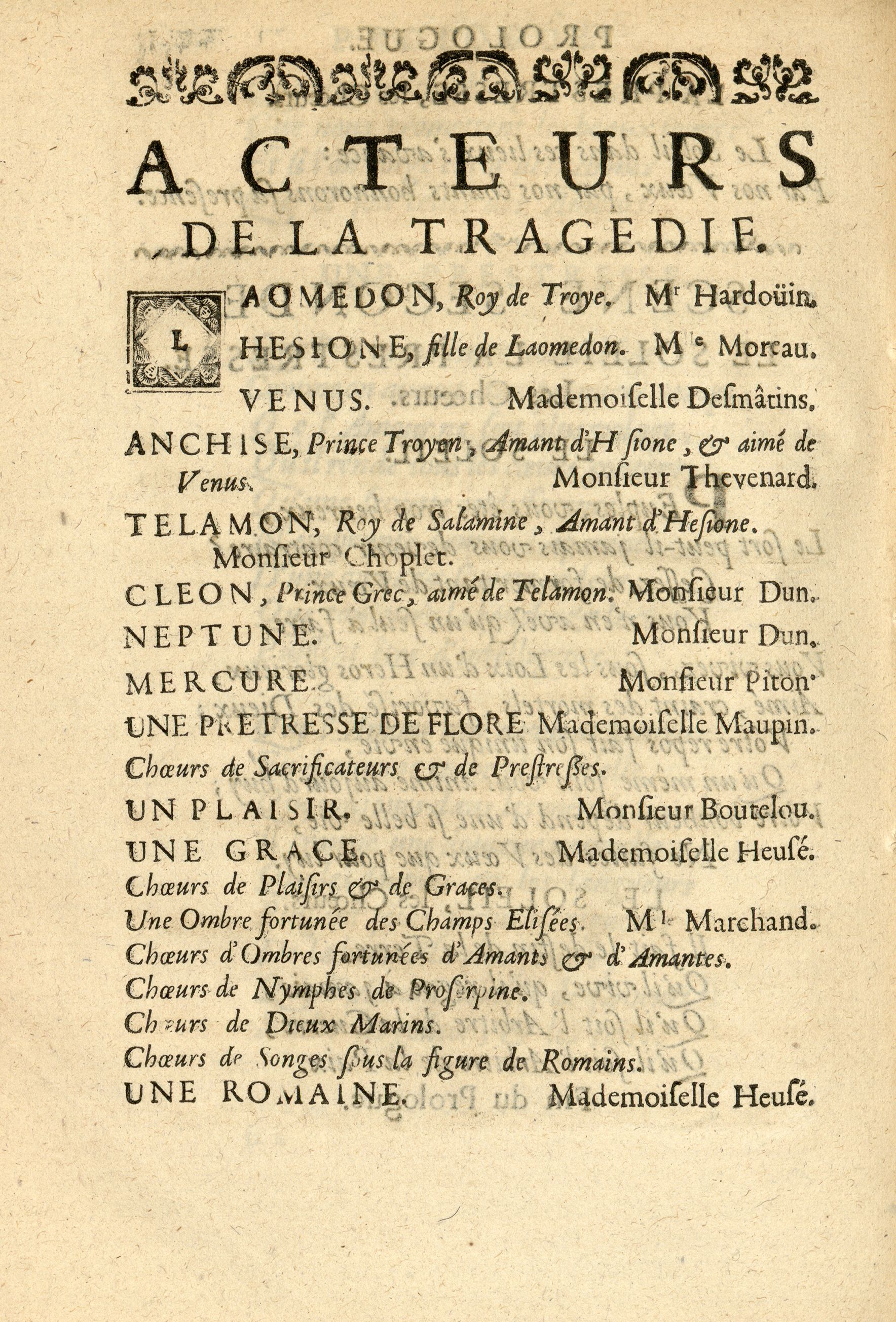
Personajes.
Antoine Danchet, Hesione, tragedie representée par l'Academie royale de musique, le vingt-uniéme jour de decembre 1700, Biblioteca de la Sorbonna, NuBIS, MS 1200, pièce 35.

## Personajes
| Personajes                                                 | Tesitura     | Reparto del estreno el 28 de febrero de 1699 |
| ---------------------------------------------------------- | ------------ | -------------------------------------------- |
| La sacerdotisa del Sol (Prólogo), una sacerdotisa de Flora | contralto    | Julie d'Aubigny                              |
| El Sol (Prólogo), Laomédon (Laomedonte)                    | barítono     | Charles Hardouin                             |
| Anchis                                                     | barítono     | Gabriel-Vincent Thévenard                    |
| Hésione (Hesíone)                                          | soprano      | Fanchon Moreau                               |
| Vénus (Venus)                                              | soprano      | Marie-Louise-Antoinette Desmatins            |
| Télamon (Telamón)                                          | haute-contre | Pierre Chopelet                              |
| Cléon, Neptuno                                             | bajo         | Dun                                          |
| Una Gracia                                                 |              | Mlle Heuzé                                   |
| Un placer                                                  | haute-contre | Jean Boutelou                                |